# نایلیا گیلیازووا
نایلیا گیلیازووا (روسی: Наиля Файзрахмановна Гилязова؛ زادهٔ ۲ ژانویهٔ ۱۹۵۳) شمشیرباز اهل اتحاد جماهیر شوروی سوسیالیستی بود.
وی در مسابقات کشوری و بین‌المللی در مجموع برندهٔ ۱ مدال طلا، ۱ مدال نقره شده‌است.